# Castelvecchio (San Gimignano)
Castelvecchio di San Gimignano era un centro abitato situato nel comune di San Gimignano, oggi in rovina. Si può raggiungere attraverso il sentiero segnalato dal CAI.

## Storia
L'area su cui sorge l'abitato di Castelvecchio risulta abitata già in epoca etrusca, dove forse era situata una sorta di rupe sacra. In epoca romana la zona, lontana dalle principali vie di comunicazione, risulta disabitata. L'area fu nuovamente abitata tra la fine del VI secolo e l'inizio del VII. La zona della Valdelsa, in epoca longobarda ebbe un notevole sviluppo economico grazie al fatto di essere attraversata da un'importante via di comunicazione che permetteva il collegamento del sud della Toscana con il Piemonte e la Lombardia attraverso il passo della Cisa, evitando così i territori in mano ai Bizantini. Su questa via di comunicazione si sviluppò in seguito la via Francigena.

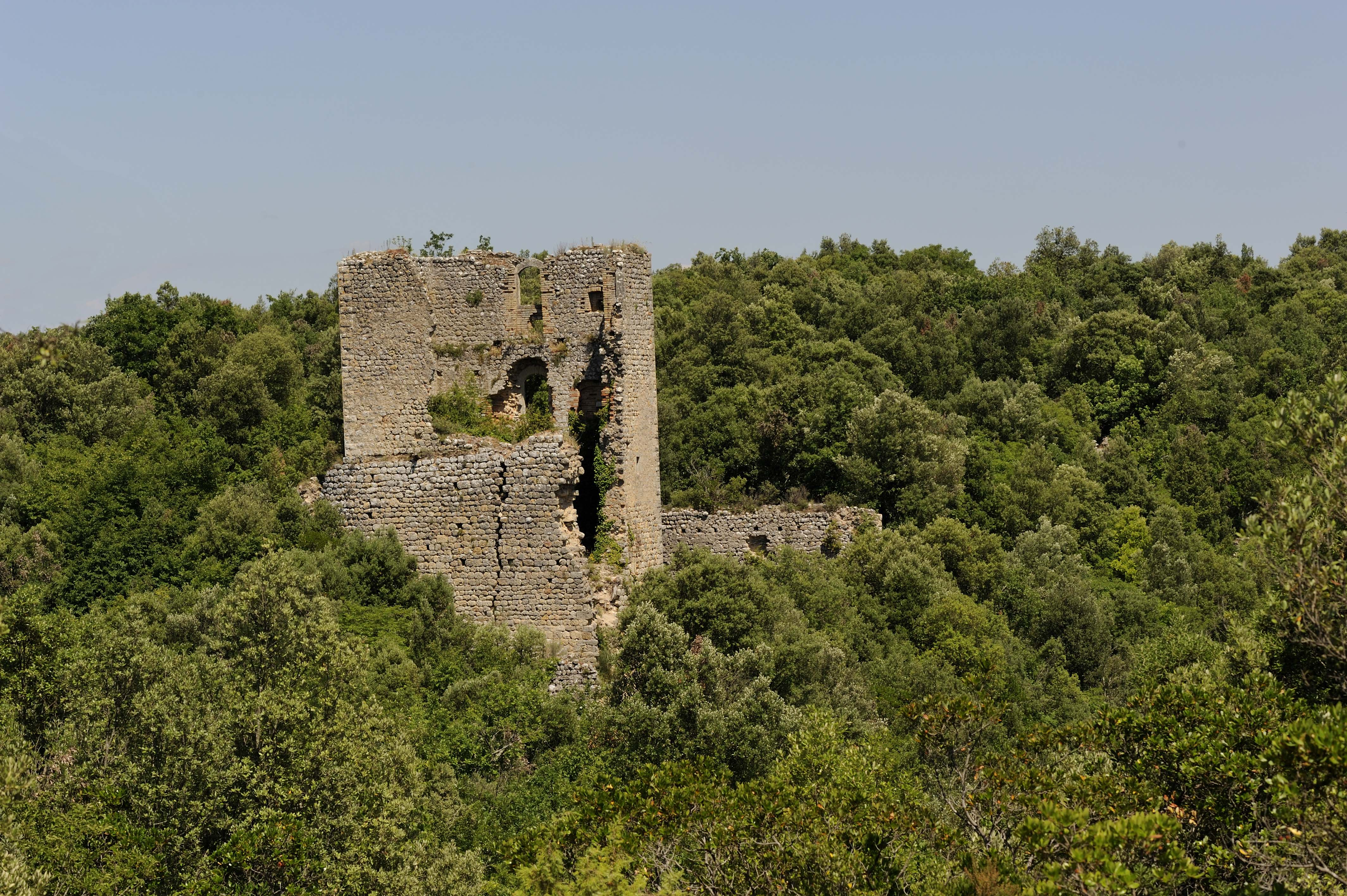
Mastio di Castelvecchio

In epoca longobarda Castelvecchio risulta sede di una fortificazione. In seguito, nel XII secolo, Castelvecchio assunse l'attuale aspetto urbanistico e si costituì in libero comune.
Pur essendo situato vicinissimo a San Gimignano, Castelvecchio era sottoposto, più o meno liberamente, all'autorità del vescovo di Volterra. Questo stato di fatto era determinato dalle mire che San Gimignano aveva sul borgo. Per evitare di essere conquistati gli abitanti del borgo accettarono il protettorato volterrano. Non era solo un interesse militare, Volterra infatti aveva mira egemoniche nella zona ed era ben disposta ad aiutare militarmente ed economicamente un castello così strategico, per contrapporsi all'emergente potenza di San Gimignano. Questo stato di fatto durò fino al 1227.
Nonostante la pesante ingerenza volterrana al comune era garantito l'autogoverno. L'essere di fatto l'ago della bilancia tra Volterra e San Gimignano portò il comune nel 1208 a dotarsi di un nuovo cassero e di una nuova cinta muraria. Dopo questi lavori Castelvecchio divenne una vera e propria cittadella fortificata con una struttura difensiva composta da un mastio e una cinta muraria di forma vagamente ellittica dal perimetro di circa 600 metri. All'interno delle mura erano ospitati vari edifici militari e religiosi.
Le frequenti tensioni tra le due potenze vicine videro Castelvecchio al centro di conflitti militari ma la sua cittadella non venne mai espugnata tramite azioni militari ma solo dietro tradimenti. Nel 1250 vi fu un conflitto con gli abitanti di Camporbiano a causa di confini non rispettati. I Camporbianesi, aiutati da San Gimignano, ingannarono le sentinelle presentandosi come truppe guelfe, il partito a cui aderiva Castelvecchio, e penetrarono nel borgo mettendolo a ferro e a fuoco;  della situazione ne approfittò San Gimignano prendendo possesso del borgo. Una seconda conquista Castelvecchio la subì nel 1308. In quell'anno scoppiò un nuovo conflitto violento tra San Gimignano e Volterra e i volterrani erano decisi a strappare il castello ai nemici. Il castello venne cinto di assedio ma il borgo e le truppe Sangimignanesi non solo resistettero ma costrinsero i nemici a spostarsi in capo aperto dove si tenne una battaglia che vide il successo di San Gimignano. Nei trattati di pace successivi il confine tra i due si attestò a tre chilometri dal colle, sancendo ufficialmente il passaggio di Castelvecchio nel territorio Sangimignanese.
Per Castelvecchio fu l'inizio della fine. Tutta la sua ricchezza derivava dal fatto di essere al confine tra i due contendenti; facendo da ago della bilancia riusciva a guadagnare da tutti e due. Tra il 1310 e il 1320 venne costruita la nuova fortezza di Castel San Gimignano che divenne il nuovo motivo di scontro tra i due contendenti lasciando Castelvecchio al suo destino. Fatale fu la peste del 1348 che decimò la popolazione. Nel 1353 vivevano nel borgo solo poche decine di boscaioli e pastori. 
In un tentativo di rivitalizzare il borgo nel 1450 venne ricostruita la torre del mastio ma neanche questo salvò il paese. Nel 1452 la zona fu sconvolta da un terremoto che fece alcuni danni persino a Firenze, distante 40 chilometri in linea d'aria. All'inizio del XVII secolo Castelvecchio era ormai totalmente abbandonata.

## Descrizione

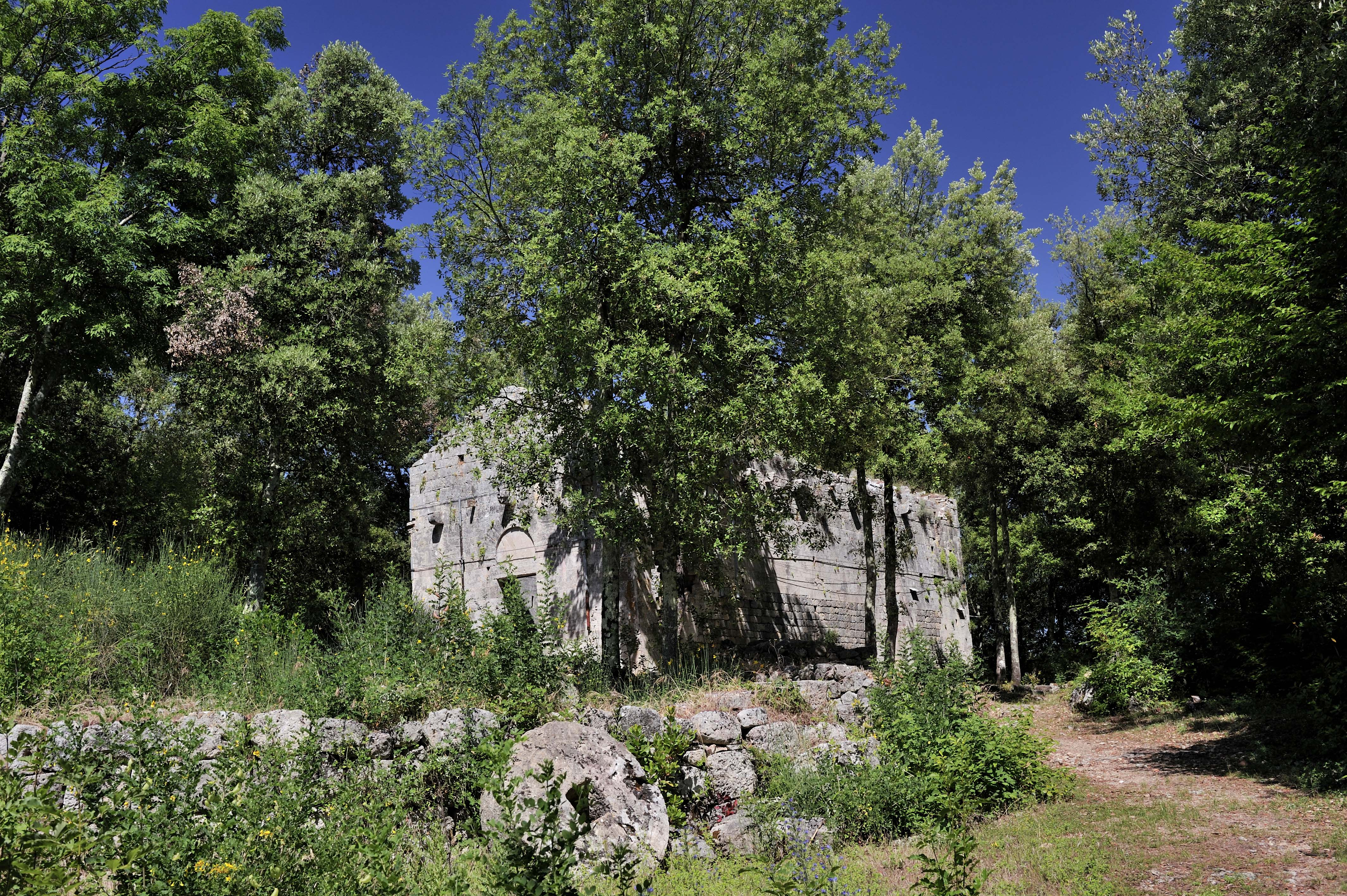
Chiesa dei Santi Frediano e Giovanni

I ruderi di Castelvecchio sono ormai immersi nei folti boschi di cerri, querce e lecci. Le strade per raggiungerlo divenute ormai dei sentieri sono ricoperte di erbe e di muschi. Tutte le rovine sono circondate dal silenzio. Di questo borgo un tempo vitale oggi rimangono le fondamenta di diversi edifici che, da alcuni decenni, sono sottoposti a interventi di scavo non a carattere scientifico (con sistemi non stratigrafici). Sono così state rese visibili molte abitazioni, i resti di due mulini con le grandi macine in pietra, i magazzini e i forni. 
L'accesso al borgo avviene dalla torre del mastio dove un tempo era collocato il ponte levatoio e la porta di accesso. Il Mastio si presenta fortemente lesionato ed è costituito da una massiccia torre a pianta quadrata. Dal mastio inizia quella che doveva essere la via principale del castello. Su di essa si affacciavano un po' tutte le abitazioni. 
La via culmina presso la chiesa di San Frediano. La chiesa di San Frediano è l'unica struttura del borgo ad aver conservato in piedi i muri perimetrali. È ancora in piedi l'abside in cui è possibile vedere le tracce degli affreschi realizzati nel 1275.
Nei pressi della chiesa è anche una monumentale cisterna per la raccolta dell'acqua capace di contenere fino a 60.000 litri.
Tutto il borgo è ancora racchiuso nelle mura del 1208. Le mura furono realizzate con la locale Pietra di Castelvecchio, che veniva cavata nei pressi del paese; la pietra di Castelvecchio veniva esportata anche nei centri vicini. 
Delle torri facenti parte la cinta muraria restano in piedi la Torre Nord, inglobata nel mastio e la Torre Sud. Sia la Torre Nord che la Torre Sud sono state squarciate dai fulmini e dal passare del tempo. Nella parte sud-ovest del poggio è ancora presente una torre che si è conservata quasi intatta.